# واقعیت افزوده

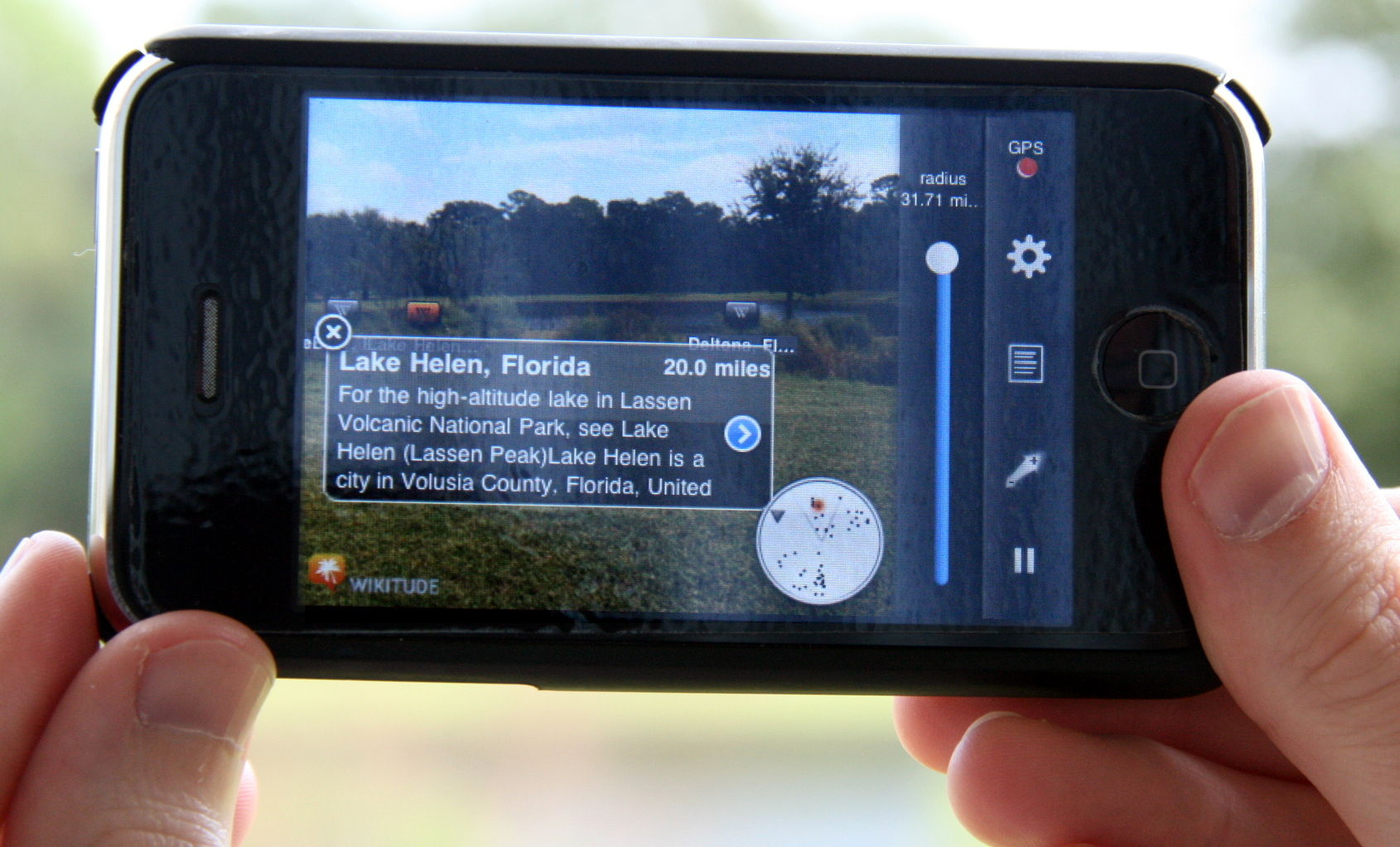
یک اپلیکیشن بر روی آی‌فون ۳جی‌اس که از سامانه موقعیت‌یاب جهانی و قطب‌نما استفاده می‌کند

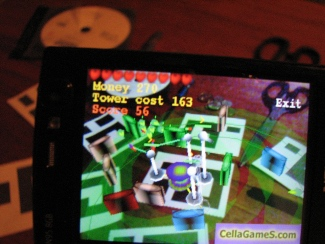
AR Tower Defense game on the نوکیا ان۹۵ smartphone (سیمبیان OS) uses fiduciary markers

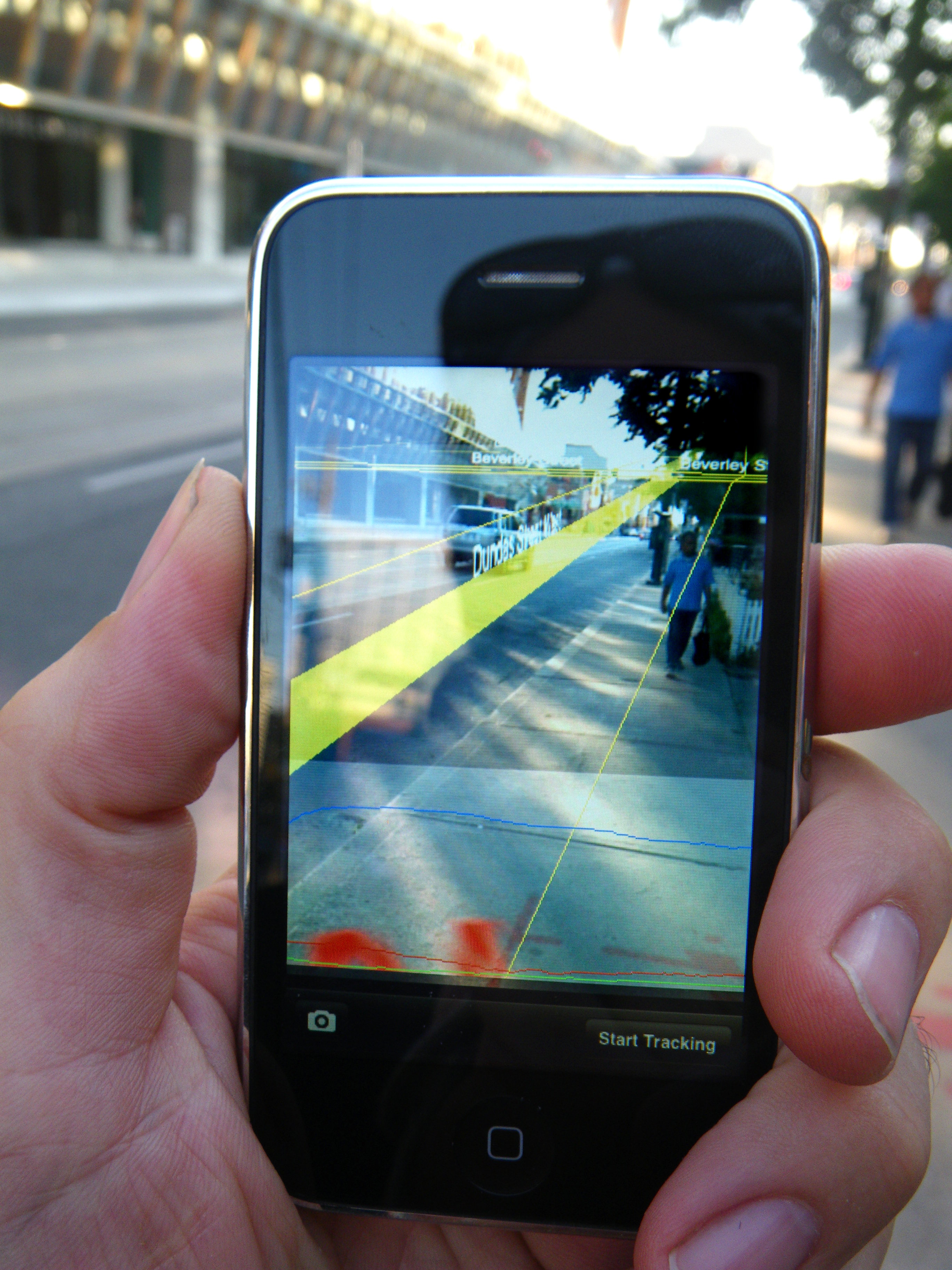
نقشه واقعیت افزوده در آیفون

واقعیت افزوده (به انگلیسی: Augmented Reality) یا مخفف آن اِی‌آر «AR» یک نمای فیزیکی زنده، مستقیم یا غیرمستقیم (و معمولاً در تعامل با کاربر) است، که عناصری را بر پیرامون دنیای واقعی افراد اضافه می‌کند. این عناصر بر اساس تولیدات کامپیوتری که از طریق دریافت و پردازش اطلاعات کاربر توسط حسگرهای ورودی مانند صدا، ویدئو، تصاویر گرافیکی یا داده‌های جی‌پی‌اس می‌باشد، ایجاد می‌شود. واقعیت رایانه‌ای مفهوم کلی واقعیت افزوده‌است. در واقعیت افزوده معمولاً چیزی کم نمی‌شود بلکه فقط اضافه می‌شود. همچنین واقعیت افزوده تا حدودی شبیه به واقعیت مجازی است که توسط یک شبیه‌ساز، دنیای واقعی را کاملاً شبیه‌سازی می‌کند. در واقع وجه تمایز بین واقعیت مجازی و واقعیت افزوده این است که در واقعیت مجازی کلیهٔ عناصر درک شده توسط کاربر، ساخته شده توسط رایانه هستند. اما در واقعیت افزوده بخشی از اطلاعاتی را که کاربر درک می‌کند، در دنیای واقعی وجود دارند و بخشی توسط رایانه ساخته شده‌اند.
در واقعیت افزوده، عناصر معمولاً به صورت بی‌درنگ نگاشته شده و به‌طور هوشمند مرتبط با عناصر محیطی می‌باشند. مانند نمایش امتیاز مسابقات ورزشی در زمان پخش از تلویزیون. با کمک فناوری پیشرفتهٔ واقعیت افزوده (برای مثال افزودن قابلیت بینایی کامپیوتری و تشخیص اشیاء) می‌توان اطلاعات مرتبط با دنیای واقعی پیرامون کاربر را به صورت تعاملی و دیجیتالی به او ارائه کرد. همچنین می‌توان اطلاعات مرتبط با محیط و اشیاء اطراف را بر روی دنیای واقعی نگاشت. ایده اولیه واقعیت افزوده اولین بار در سال ۱۹۹۰ توسط توماس کادل کارمند بوئینگ مطرح شد.

امروزه واقعیت مجازی و واقعیت افزوده روز به روز در حال پیشرفت و گسترده شدن هستند . عموم علت این گسترش نیز فراهم شدن بستر استفاده از این فناوری ها برای عموم مردم است.

## انواع مدل‌های پیاده‌سازی واقعیت افزوده
در اینجا انواع مدل‌های پیاده‌سازی واقعیت افزوده بیان می‌شود:

### مبتنی بر نشانگر
واقعیت افزوده مبتنی بر نشانگر (Marker Based) (تشخیص تصویر) از یک دوربین و نوعی نشانگر بصری مانند تصویر دوبعدی یا کد QR استفاده می‌کند و هنگامی که یک نشانگر در دنیای فیزیکی توسط یک برنامه واقعیت افزوده شناخته می‌شود، محتوای سه بعدی در بالای آن قرار می‌گیرد.
الگوهای ساده مانند کد QR به‌عنوان نشانگر استفاده می‌شود، زیرا آن‌ها می‌توانند به راحتی شناسایی و نیازی به پردازش زیاد برای شناخته شدن ندارند. در ضمن موقعیت و جهت نیز محاسبه و برخی از انواع محتوا یا اطلاعات مربوط به نشانگر را نشان می‌دهد.
واقعیت افزوده مبتنی بر نشانگر معمولاً برای اهداف بازاریابی و خرده‌فروشی استفاده می‌شود. در واقع این نوع واقعیت افزوده بر مبنای نمایش تصاویر، مدل سه‌بعدی و ویدئو روی یک هدف دوبعدی یا کارت ویزیت را شامل می‌شود.

### بدون نشانگر
واقعیت افزوده بدون نشانگر (Markerless) متنوع‌تر از واقعیت افزوده نشانگر است زیرا به کاربر اجازه می‌دهد تصمیم بگیرد که شیء مجازی را در کجا قرار دهد. در واقع شما می‌توانید سبک‌ها و مکان‌های مختلف را به‌طور کاملاً دیجیتالی امتحان کنید؛ بدون اینکه نیازی به جابجایی در محیط اطراف خود داشته باشید.
واقعیت افزوده بدون نشانگر به سخت‌افزار دستگاه ازجمله دوربین، GPS، قطب‌نمای دیجیتال و شتاب‌سنج متکی است تا اطلاعات لازم را برای نرم‌افزار AR برای انجام کار خود جمع‌آوری کند. به عنوان مثال یک ماشین مجازی بدون در نظر گرفتن فضای اطراف، می‌تواند در هر نقطه با زاویه و نمای دلخواه تنظیم
از فناوری واقعیت افزوده بدون نشانگر بیشتر برای نقشه‌برداری مسیرها، پیدا کردن کسب‌وکارهای نزدیک و سایر برنامه‌های کاربردی با محوریت تلفن همراه استفاده می‌شود.

### مبتنی بر موقعیت مکانی
واقعیت افزوده مبتنی بر موقعیت مکانی (Location-based)، محتوای دیجیتال را در یک مکان خاص نمایش می‌دهد. در واقع اشیاء به گونه‌ای ترسیم می‌شوند که وقتی مکان کاربر با نقطه از پیش تعیین‌شده مطابقت دارد، روی صفحه‌نمایش داده می‌شود.
این نوع واقعیت افزوده از طریق مشاهده مکان مورد نظر با دوربین سیستم واقعیت افزوده (AR) و تلفیق آن با اشیاء مجازی (Virtual Objects) عمل می‌کند. در واقع می‌تواند اطلاعات مختلف را به صورت لحظه‌ای بر روی مکان‌های مختلف در دنیای واقعی مشاهده کرد و با حرکت دوربین به هر سمت می‌توان در همان جهت اطلاعات مفیدی مثل محل پمپ‌بنزین‌ها، رستوران‌ها و … را پیدا کرد.
بازی واقعیت افزوده Pokemon Go، نمونه‌ای از AR مبتنی بر مکان است. این بازی کاراکترهای مجازی را به دنیای واقعی اضافه می‌کند و کاربر را ترغیب به پیدا کردن کاراکترها می‌نماید.

### تلفیقی
واقعیت افزوده مبتنی بر تلفیق (Superimposition) تصاویر، یک شیء را در دنیای جسمی تشخیص می‌دهد و به نوعی آن را تقویت می‌کند تا یک دید متناوب را ارائه نماید. به عنوان مثال، یک جسم مانند صندلی در محیط توسط اپلیکیشن شناسایی‌شده و همچنین قابلیت کپی از آن جسم فراهم آورده و در مکان دیگر به‌طور همزمان مورد استفاده قرار گیرد.

### مبتنی بر پروژکتور
واقعیت افزوده مبتنی بر طرح‌ریزی، کمی متفاوت از انواع دیگر واقعیت افزوده می‌باشد. طراحی واقعیت افزوده مبتنی بر پروژکتور با کمک طراحی و ایجاد نور مصنوعی بر روی سطوحی از دنیای واقعی کار می‌کند.
برنامه‌های واقعیت افزوده مبتنی بر پروژکتور، برای ایجاد تعامل با ارسال نور به سطحی از دنیای واقعی انجام می‌شود. تعامل کاربر با کمک تمایز موجود بین پیش‌بینی مورد انتظار و طراحی مورد نظر، انجام می‌شود.
از دیگر برنامه‌های جالب، واقعیت افزوده مبتنی بر پروجکشن، استفاده از تکنولوژی لیزر پلاسما برای طراحی هولوگرام سه بعدی ۳D به صورتی تعاملی فضای اطراف می‌باشد.

### تشریحی
واقعیت افزوده تشریحی (Outlining)، مرزها و خطوط را برای کمک به شرایطی که چشم انسان نمی‌تواند تشخیص دهد. به تشریح واقعیت افزوده، از شناخت شیء برای درک محیط فوری کاربر استفاده می‌کند. در مورد رانندگی در شرایط کم‌نور یا دیدن ساختار یک ساختمان از خارج فکر کنید.
این مثال از ترسیم AR دقیقاً به راننده می‌گوید که وسط خط کجاست تا آن‌ها را از صدمه دور نگه دارد. برنامه‌های مشابه شامل پارک کردن ماشین شما و داشتن مرزهای مشخص‌شده‌است تا بتوانید دقیقاً فضای پارکینگ را در آن ببینید.
روند رشد فناوری سال‌ها است با جهش روزافزون وارد زندگی مردم شده‌است. بسیاری از کارهایی که قبلاً فقط به صورت فیزیکی انجام می‌شد، در حال حاضر با کنار هم قرار گرفتن پیکسل‌ها و تصویرسازی‌ها انجام می‌شود. به این صورت که کاربران می‌توانند لباس روی رگال را در تن خود ببینند بدون اینکه آن را بپوشند. یا اینکه مدل مویی را روی سرخود ببیند قبل از آنکه به آرایشگاه بروند. در موزهٔ لوور قدم بزنند بدون اینکه در آنجا حضور فیزیکی داشته باشند. تمام این کارها با استفاده از اپلیکیشن‌های واقعیت مجازی و واقعیت افزوده در گوشی‌ها انجام می‌شود.
واقعیت افزوده تحت وب
واقعیت افزوده تحت وب نوعی از واقعیت افزوده‌ است که کاربران نیازی به نصب اپلیکیشن موبایل برای استفاده از آن ندارند و تنها با استفاده از مرورگر گوشی خود قادر به مشاهده محتوای واقعیت افزوده هستند.

## کاربردها

### ورزش
ساده‌ترین نمونه واقعیت افزوده را می‌توان در برنامه‌های ورزشی تلویزیونی مشاهده نمود. برای مثال، نمایش نتیجه مسابقات فوتبال در دایره مرکز زمین، یا در زمان پخش مسابقات شنا در تلویزیون، نمایش شماره خط هر شناگر و نمایش رکورد در پشت هر شناگر (که امکان مقایسه شناگران را به بینندگان مسابقه می‌دهد) نمونه‌هایی عادی از کاربرد این سیستم است.

### بازی‌های ویدئویی دستی
به وسیله «کارت واقعیت افزوده» برای نینتندو ۳دی‌اس و پلی‌استیشن ویتا با استفاده از دوربین مخصوص، می‌توان بازی کرد.

### نرم‌افزارهای کاربردی
با توجه به گسترش سریع موبایل‌های هوشمند به عنوان اصلی‌ترین سخت‌افزارها برای واقعیت افزوده می‌توان به گسترش روزافزون نرم‌افزارهای کاربردی در حوزه‌های مختلف اشاره کرد. از جمله می‌توان به نرم‌افزار ARPLAYER اشاره کرد که تا حد زیادی کاربردهای واقعیت افزوده را پوشش می‌دهد.

### معماری
واقعیت افزوده به عنوان ابزاری کمکی و تاثیرگذار می تواند به تجسم پروژه های ساختمانی برای درک بهتر فضای طراحی شده کمک کند. تصاویر تولید شده توسط کامپیوتر از یک سازه را می توان قبل از اینکه ساختمان فیزیکی در محل احداث شود، بر روی یک نمای محلی واقعی از یک ملک به صورت مجازی قرار داد. واقعیت مجازی همچنین می تواند در فضای کاری یک معمار به کار گرفته شود و تصاویر سه بعدی متحرک از مدلسازی‌های بنا را بصورت دقیق با ابعاد و تناسبات واقعی نمایش دهد. مناظر معماری را می توان با برنامه های کاربردی واقعیت افزوده مشاهده کرد  و به کاربران اجازه می دهد نمای بیرونی ساختمان را بررسی کنند تا به صورت مجازی از نمای طراحی شده در محیط واقعیت مجازی دیدن کنند، اشیاء داخلی و چیدمان آن را نیز به مجازی ببینند.

با بهبود مستمر دقت GPS بر روی ابزارهای الکترونیکی مانند موبایل و تبلت، کسب‌وکارها می‌توانند از واقعیت افزوده برای تجسم مدل‌های جغرافیایی با مرجع موقعیت ساختمانی، سازه‌های زیرزمینی، تاسیسات از جمله کابل‌ها و لوله‌ها بر روی دستگاه‌های تلفن همراه استفاده کنند. .  واقعیت افزوده برای ارائه پروژه‌های جدید، حل چالش‌های ساخت‌وساز در محل، و تقویت ابزارهای تبلیغاتی نیز به کار می‌رود.   به عنوان مثال می توان به کلاه ایمنی هوشمند Daqri، که یک کلاه ایمنی مجهز به اندروید برای ایجاد واقعیت افزوده برای کارگران صنعتی است، اشاره کرد.

### واقعیت افزوده در مد و لباس
در بین تمام صنایع در حال حاضر، تعداد معدودی ممکن است به اندازه صنعت مد برای نوآوری‌ها باز باشند. در واقع، صنعت n تریلیون دلاری همیشه کانونی برای روندهای جدید بوده‌است؛ چه در زیبایی‌شناسی و چه در تجارت الکترونیکی.

### آموزش
استفاده از واقعیت افزوده در آموزش و پرورش در چند دهه اخیر پیشرفت چشم‌گیری داشته‌است و از طرفی با افزایش سطح استفاده از وسایل همراه در این زمینه، بهره‌برداری از این فناوری به شدت رو به رشد می‌باشد. به‌طور معمول نیازهای اولیه نرم‌افزارهای واقعیت افزوده عبارتند از یک پردازشگر، نمایشگر خاص، سامانه ردیابی، سخت‌افزار و نرم‌افزارهایی که مورد نیاز می‌باشد. (Billinghurst, 2012) از این فناوری می‌توان در سطوح مختلف آموزشی از تحصیلات ابتدایی و متوسطه که به آن‌ها اصطلاحاً K-12 گفته می‌شود، تا تحصیلات سطح بالای دانشگاهی استفاده نمود. (Lee, 2012)

## استفاده در دبستان‌ها
یکی از مهم‌ترین و رایج‌ترین استفاده‌هایی که از این فناوری می‌شود، در کتاب‌های واقعیت افزوده‌است. اصطلاحاً به این گونه کتاب‌ها، جادویی گفته می‌شود. این کتاب‌ها شباهت زیادی به کتاب‌های معمولی دارند؛ با این تفاوت که کاربر با استفاده از عینک‌های مخصوص واقعیت افزوده هنگام مشاهده صفحات کتاب، اشکال سه بعدی دیجیتالی که بیرون از کتاب ایجاد شده‌اند را نیز می‌بیند. (Andújar, 2011)
این کتاب‌ها در واقع مدل دیجیتالی کتاب‌های برجسته مرسوم هستند که به کاربر امکان مشاهده اشکال سه‌بعدی را در هر زاویه و جهتی می‌دهند. همچنین از این کتاب‌ها می‌توان به صورت اشتراکی استفاده نمود به این صورت که دو کاربر دید یکسان یا متفاوتی را از یک صفحه کتاب داشته باشند و از این جهت بسیار کارآمد و مفید می‌باشند. (Lee, 2012) (Billinghurst, 2012) (Yuen, 2011)

## استفاده در دانشگاه‌ها
یکی از مهم‌ترین کارهایی که در زمینه آموزش در سطوح بالای دانشگاهی صورت گرفته‌است، راه‌اندازی آزمایشگاه‌های راه دور مجازی با استفاده از تکنولوژی واقعیت افزوده می‌باشد. طی سالیان گذشته فعالیت‌های زیادی در زمینه آزمایشگاه‌های راه دور به صورت مجازی و الکترونیکی صورت گرفته‌است که اغلب در رشته مهندسی برق و الکترونیک کاربرد داشته‌است؛ اما این روش‌ها علاوه بر مزایای زیاد، معایبی نیز به همراه دارند که از جمله آن‌ها اینکه در روش مجازی‌سازی، کاربران از آنجایی که به صورت واقعی با ابزارها و وسایل آزمایش در تعامل نمی‌باشند، در نتیجه نمی‌توانند تجربه کافی حاصل از آزمایش را به دست آورند. از طرفی این شیوه آموزشی در بسیاری از حوزه‌های آزمایشگاهی کارایی لازم را ندارد؛ به عنوان مثال در صورتی که آزمایشگاه شیمی به صورت مجازی و راه دور برگزار گردد، نتیجه بخش نخواهد بود.
از این رو در این حوزه استفاده از قابلیت‌های واقعیت افزوده که فراتر از روش‌های مجازی مرسوم می‌باشد، می‌تواند تأثیرگزارتر باشد. از این جهت که با استفاده از این فناوری، فهم مطالب و نتایج حاصل از آزمایشات در کیفیتی برابر یا بیشتر از حالتی که در آزمایشگاه‌های واقعی صورت می‌گیرد، خواهد بود و از طرفی حل مسائل پیچیده به راحتی صورت می‌گیرد. نرم‌افزاری که بدین منظور طراحی شده‌است ARRL4 نام دارد که در کامپیوتر کاربر اجرا شده و از طریق ارتباط TCP/IP به شبکه آزمایشگاه مورد نظر متصل شده و شروع به کار می‌نماید. این برنامه، در واقع با استفاده از دوربین‌های ویژه که در محل اصلی نمایشگاه واقع شده‌اند و همچنین افزودن المان‌های مجازی و دیجیتال به آن‌ها با استفاده از واقعیت افزوده، به کاربر امکان تعامل با وسایل آزمایشگاهی و در نهایت مشاهده نتیجه کار خود را می‌دهد. استفاده از این شیوه آموزشی، امروزه علاوه بر رشته‌های مهندسی، در تدریس دروسی همچون تاریخ و جغرافیا نیز کاربرد دارد. (Andújar, 2011)

## تاریخچه
- ۱۹۵۷–۶۲: مورتون هیلینگ، یک فیلمبردار، شبیه‌سازی با نام سنسوراما همراه با سیستم صوتی، تصویری، بویایی و لرزه اختراع کرد.
- ۱۹۶۶: ایوان سوزرلند با اختراع نمایشگر سربند (head-mounted display) دریچه‌ای را به دنیای مجازی باز کرد.
- ۱۹۷۵: مایرون راجر، Videoplace را اختراع کرد که برای اولین بار به کاربران اجازه تعامل با اشیای مجازی را می‌داد.
- ۱۹۸۹: جارون لانیر اصطلاح واقعیت مجازی را ابداع کرد و اولین شرکت تجاری در حیطه دنیای مجازی را تأسیس کرد.
- ۱۹۹۰: توماس کادل زمانی که در بوئینگ به کارکنان، برای سرهم کردن کابل‌ها در هواپیما کمک می‌کرد، مفهوم واقعیت افزوده را ابداع کرد.
- ۱۹۹۲: ال. بی روزنبرگ برای اولین بار یک سیستم واقعیت مجازی قابل استفاده، به نام تجهیزات مجازی را در آزمایشگاه تحقیقاتی نیروی هوایی آمریکا ایجاد کرد.
- ۱۹۹۲: استیون فینر، بلیر مکلنتایر و دری سلایمن اولین نسخه از سندی را در یک نمونه اولیه سیستم واقعیت افزوده ارائه کرد. KARMA در کنفرانس رابط گرافیکی. نسخه کاغذی از یک سند را به‌طور گسترده در نمایشگاه ارتباطات ACM در سال ۱۹۹۳ منتشر شد.
- ۱۹۹۳: لورا دابلیو. دی. ال با پذیرش مسئولیت STRICOM اولین نمایش ترکیبی به همراه وسیله نقلیه مجهز به واقعیت افزوده و سرنشین شبیه‌سازی شده را به صورت زنده اجرا کرد.
- ۱۹۹۴: مارتین جولی برای اولین بار تئاتری با فناوری واقعیت افزوده طراحی کرد. رقص در فضای سایبری، با سرمایه‌گذاری انجمن هنر استرالیا، خصوصیت رقاصان و بندبازان تغییر اندازه بدنشان در لحظه اجرا، پرتاب شدن به فضای فیزیکی اطراف و زمین اجرا بود. آکروبات بازان به صورت معلق در اطراف ظاهر می‌شدند. در این تئاتر از سیستم‌های کامپیوتری سیلیکون گرافیک و سیستم حسگر Polhemus استفاده شد.
- ۱۹۹۸: معرفی فضای واقعیت افزوده توسط راسکار، ولش و فاشز در دانشگاه کارولینای شمالی در تپه کلیسا
- ۱۹۹۹: هیروزاکو کاتو ARToolKit را در HITLab ایجاد کرد؛ جایی که قبلاً واقعیت افزوده بوسیله سایر متخصصان HITLab توسعه داده می‌شد.
- ۲۰۰۰: بروس اچ. توماس توسعه دهنده ARQuake، اولین بازی واقعیت افزوده در محیط باز را برای موبایل در گردهمایی بین‌المللی کامپیوترهای پوشیدنی معرفی کرد.
- ۲۰۰۸: اپلیکیشن واقعیت افزوده ویکی‌تود به عنوان راهنمای مسافرت در ۲۰ اکتبر ۲۰۰۸ با تلفن آندرویدی G1 منتشر شد.
- ۲۰۰۹: ARToolkit توسط Saqoosha به ادوبی فلش (FLARToolkit) آورده شد. با این کار واقعیت افزوده به مرورگر وب هم رسید.
- ۲۰۰۹: پروژه SixthSense از دانشگاه MIT طرحی از یک دستگاه مستقل را به نمایش گذاشتند که بر اساس واقعیت مجازی پوشیدنی کار می‌کرد.
- ۲۰۱۱: لستر تکنولوژیز، یک شرکت تازه تأسیس فرانسوی از دانشگاه جنوب پاریس (Orsay)، اولین عینک اسکی واقعیت افزوده را برای فروش عرضه کرد.
- ۲۰۱۲: شرکت گوگل با معرفی پروژه «عینک گوگل» یا «پروژه عینک» (Project Glass) گام بزرگی در فراگیر کردن و جنبه عام بخشیدن به واقعیت افزوده برداشت.[۷]

## فناوری

### سخت‌افزار
اجزای اصلی سخت‌افزاری برای واقعیت افزوده عبارتند از: پردازنده، نمایشگر، حسگرها و دستگاه‌های ورودی. این عناصر به ویژه سی‌پی‌یو، نمایشگر، دوربین و سیستم‌های میکرو الکترومکانیکی از قبیل شتاب سنج، جی‌پی‌اس، قطب‌نمای جامد در اکثر تلفن‌های هوشمند مدرن وجود دارند که در آینده، پلتفرم‌های واقعیت افزوده را تشکیل می‌دهند.

### ردیابی
سیستم‌های واقعیت افزوده قابل حمل مدرن از حداقل یک فناوری ردیابی استفاده می‌کنند: دوربین‌های دیجیتال یا سایر سنسورهای تصویری، شتاب‌سنجها، جی‌پی‌اس، ژیروسکوپ، قطب‌نمای جامد، RFID و سنسورهای بی‌سیم. این تکنولوژی‌ها با سطوح متفاوتی از صحت و دقت عرضه می‌شوند. موقعیت و جهت سر کاربر بیشترین اهمیت را دارد.

## تجربه غوطه وری بصری

### وضوح صفحه نمایش:
حداقل زاویه تفکیک (MAR) به حداقل فاصله بین دو پیکسل صفحه نمایش اشاره دارد. در این فاصله، بیننده می تواند پیکسل های مستقل را به وضوح تشخیص دهد. MAR بین دو پیکسل اغلب با آرک ثانیه اندازه گیری می شود و به فاصله مشاهده بستگی دارد. برای عموم مردم، وضوح حدود 30-65 آرک ثانیه است، که به عنوان وضوح فضایی زمانی که با فاصله ترکیب می شود، نامیده می شود. با توجه به فاصله مشاهده 1 متر و 2 متر به ترتیب، بینندگان معمولی نمی توانند دو پیکسل را به عنوان جداگانه درک کنند اگر این پیکسل ها کمتر از 0.29 میلی متر در 1 متر و کمتر از 0.58 میلی متر در 2 متر باشند.

### تاخیر تصویر و فرکانس تازه سازی صفحه نمایش:
اکثر نمایشگرهای کوچک دارای فرکانس تازه سازی 60 هرتز هستند که حدود 15 میلی ثانیه تاخیر اضافی اضافه می کند. این عدد اگر فرکانس تازه سازی به 120 هرتز یا حتی 240 هرتز و بیشتر افزایش یابد، به کمتر از 7 میلی ثانیه کاهش می یابد. شرکت کنندگان به طور کلی احساس می کنند که تجربه با نرخ تازه سازی بالاتر غوطه ورتر است. با این حال، نرخ تازه سازی بالاتر به یک واحد پردازش گرافیکی قوی تر نیاز دارد.

### ارتباط بین نمایشگر و میدان دید:
در ارزیابی غوطه‌وری حاصل از یک دستگاه واقعیت مجازی، علاوه بر کیفیت تصویر، باید میدان دید (FOV) را نیز در نظر بگیریم. چشمان ما میدان دید افقی حدود 140 درجه در هر طرف و میدان دید عمودی حدود 175 درجه دارند. بینایی دوچشمی به 120 درجه افقی محدود می‌شود که در آن میدان‌های بصری راست و چپ با هم همپوشانی دارند. به طور کلی، ما با دو چشم میدان دیدی حدود 300 درجه در 175 درجه داریم، به عبارتی تقریباً یک سوم کره کامل که زاویه آن 360 درجه است.

## موارد عمومی

### تلویزیون، فیلم
- در سری فیلم‌های نابودگر، تمامی نابودگرها، از سری T-800 به بعد از سیستم واقعیت افزوده برای دیدن استفاده می‌کردند.
- در فیلم مرد آهنی، تونی استارک (رابرت داونی جونیور) از سیستم واقعیت افزوده برای طراحی لباس ابرقدرتش استفاده می‌کند. همچنین خود این لباس هم دارای تکنولوژی واقعیت افزوده بود.
- در فیلم پلیس آهنی، پلیس آهنی به وسیله نمایشگر سربنداش (head-mounted display) از تکنولوژی واقعیت افزوده برای یافتن اطلاعات در مورد افراد مورد نظر یا وضعیتشان استفاده می‌کرد.

### بازی‌ها
دستگاه‌های معروف بازی، مانند پلی‌استیشن آی، کینکت، نینتندو ۳دی‌اس، پلی‌استیشن همراه، پلی‌استیشن ویتا و برخی از دستگاه‌های قابل حمل، از دوربین، برای افزودن گرافیک کامپیوتری بر روی تصاویر زنده استفاده می‌کنند. اکثر نرم‌افزارهای واقعیت افزوده از کارت‌های ویژه‌ای برای خواندن دقیق نقاط استفاده کرده و تصویر را رسم می‌کنند.
بازی جدید بتمن: شهر آرکهام از واقعیت افزوده استفاده می‌کند.